# Basilique Notre-Dame-du-Rosaire de Caieiras
Cette  basilique n’est pas la seule basilique Notre-Dame-du-Rosaire.
La basilique Notre-Dame-du-Rosaire de Caieiras est une basilique mineure catholique située au Brésil à Caieiras, dans l'État de São Paulo.
Elle est vouée à Notre-Dame du Rosaire.

## Historique
La construction a commencé en 2006 et s'est achevée en 2017 selon des plans s'inspirant de la cathédrale Notre-Dame et de la Sainte-Chapelle de Paris.
Elle a été dédiée en 2008 et a été élevée en 2012 au rand de basilique mineure par le pape Benoit XVI.
C'est l'un des très rares édifices chrétiens de style néo-gothique construit au XXIe siècle.

## Dimensions
Les dimensions de l'édifice sont les suivantes :
- hauteur des voûtes : 24 mètres ;
- hauteur des tours : 60 mètres.

La surface bâtie est de 1 125 m2 avec une capacité de 1 100 personnes assises.